# アカデミーナイトG
『アカデミーナイトG』（アカデミーナイト・ジー）は、TBS系列で放送されているバラエティ番組。2009年4月3日から2015年3月27日までは『アカデミーナイト』、2015年4月8日から2016年3月30日までは『アカデミーナイトQ』という番組名で放送された。
最新の映画、舞台、コンサート、DVDなどのエンタメ情報を様々な企画で紹介する番組。

## 放送時間の変遷
| タイトル          | 放送期間                      | 放送時間                                       | 備考                   |
| ----------------- | ----------------------------- | ---------------------------------------------- | ---------------------- |
| アカデミーナイト  | 2009年4月3日 - 2010年4月9日   | 金曜日2:29 - 2:59 （木曜日深夜 26:29 - 26:59） |                        |
| アカデミーナイト  | 2010年4月16日 - 2013年3月29日 | 金曜日2:25 - 2:55 （木曜日深夜 26:25 - 26:55） | 4分繰り上げ            |
| アカデミーナイト  | 2013年4月5日 - 2014年3月28日  | 金曜日2:28 - 2:58 （木曜日深夜 26:28 - 26:58） | 3分繰り下げ            |
| アカデミーナイト  | 2014年4月4日 - 2015年3月27日  | 金曜日2:46 - 3:16 （木曜日深夜 26:46 - 27:16） | 18分繰り下げ           |
| アカデミーナイトQ | 2015年4月8日 - 2016年3月30日  | 水曜日1:46 - 2:26 （火曜日深夜 25:46 - 26:26） | 放送曜日変更・10分拡大 |
| アカデミーナイトG | 2016年4月6日 - 現在           | 水曜日1:58 - 2:38 （火曜日深夜 25:58 - 26:38） | 8分繰り下げ            |

## 出演者

### 現在
- 田中直樹（ココリコ）（2019年4月2日 –）

### 過去
- コトブキツカサ（映画パーソナリティ）（2009年4月3日 - 2015年3月27日）
- 宇多丸(RHYMESTER)（2009年4月3日 - 2015年3月27日）
- 塩村文夏
- アナウンサーor女優志望の現役女子大生数人
- 田中みな実（当時TBSアナウンサー）（2009年10月16日 - 2013年10月10日）
- 佐野ひなこ（2015年1月8日 – 9月29日）
- 渡部建（アンジャッシュ）（2015年4月8日 - 2016年3月30日）
- 渡辺直美（2016年4月6日 - 2019年3月27日）

## スタッフ
- 構成：北本かつら、奈佐はぢめ、松本建一、オオガネクヨシタカ
- CAM：安藤太郎
- 編集：伊東英剛
- MA：浅井佑人
- 音響効果：多田思央美（J-WORKS）
- メイク：Mayu.H（ダイヤモンドスナップ）
- 技術協力：3CAM、麻布プラザ
- ナレーション：吉川未来（青二プロダクション）
- 協力：東京オフラインセンター
- 編成：西田紘基
- 配信：石原未来
- 制作：今関晋太郎、谷ほのか、馬渡耕汰
- ディレクター：北嶋浩久、後藤啓一、鈴木あゆみ、本間淳巳、櫛田健(建)太郎
- 演出：熊澤謙一（以前はディレクター）
- プロデューサー：大脇拓郎、橋爪佳織、鈴木隆浩、鈴木貴也、若月英津子、横内萌実（大脇・鈴木貴・若月→以前はAP）
- チーフプロデューサー：刀根鉄太（以前はプロデューサー）
- 制作協力：LOGIC ENTERTAINMENT、In Memory Of T.I.（In Me→一時離脱→復帰）
- 制作：TBSテレビライブエンタテインメント局事業部
- 製作著作：TBS

### 過去のスタッフ
- 企画：大久保竜
- CAM：本多晋、米田恵生
- 編集：高城明宏、森嶋亮、辻泰治、竹内美穂、瀬戸口靖治、前川恭平
- MA：橋本光平
- ナレーション：中尾良平（青二プロダクション）
- デザイン：小寺美里
- 技術協力：e-naスタジオ、REC、Atice
- 協力︰ROSEBOWL×EASTER
- 編成：今井夏木、池田尚弘、青木伸介、中西真央、三浦萌、パリーク亜門
- 配信：塩川篤史
- 制作：長澤有紀、富永早苗、松本奈緒美、山口英美、山口麻耶、山口綾加、篠塚佑介、小野寺新平、阿部龍一郎、長村拓海、植田真伍、長田怜也、三井悠輔、中山結貴、山口駿、佐藤優歌、真柄武史、松藤匠吾、鈴木七海
- AP：西田早耶香、川名良和、近藤未来
- ディレクター：平山清道、成田真司、北住健司、近藤賢一、伊東英剛、川口翼
- 総合演出：井熊俊博（以前は演出）
- プロデューサー：大原真人、幾野明子、前田菜穂、浜崎由佳、津村有紀、小島健之、大澤祐樹、髙橋舞衣
- チーフプロデューサー：平野隆